# 圣安德烈斯-德尔拉瓦内多
圣安德烈斯-德尔拉瓦内多（西班牙語：San Andrés del Rabanedo）是西班牙卡斯蒂利亚-莱昂莱昂省的一个市镇。 总面积65平方公里，总人口26054人（001年），人口密度401人/平方公里。